# Wiggan

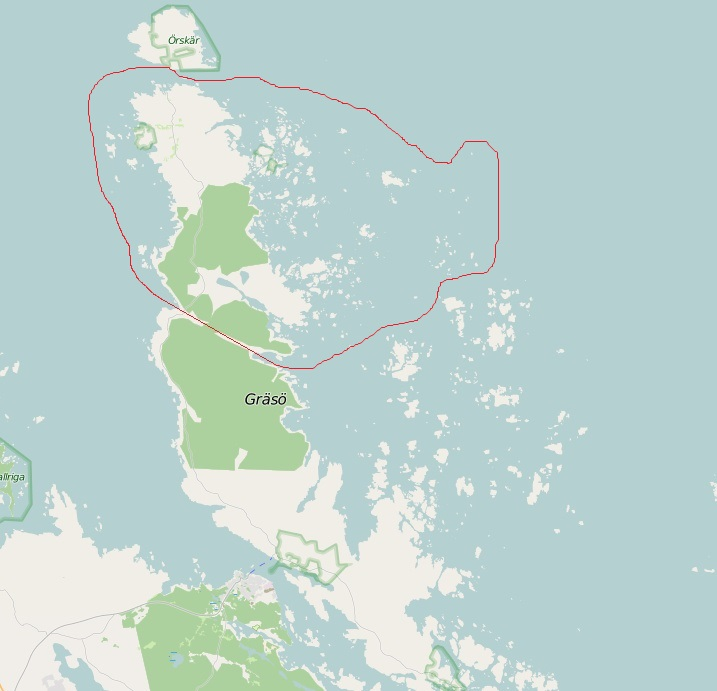
Detta är de ungefärliga gränserna för Wiggan.

Wiggan är en före detta ö som låg norr om dåvarande Gräsön, gränsen gick ungefär vid dagens Mörtarö.

## Historia
Wiggan är den norra delen av nutida Gräsön, fram till vikingatiden var den avskild från huvudön genom flera sund och ända fram till 1600-talet hade den delen av ön namnet Wiggan. I och med landhöjningen så växte de två öarna ihop och bildade en gemensam ö som fick namnet Gräsö. Det är svårt att veta när wiggan befolkades, men man tror att den fungerade som säsongsfiskeplats redan under 12–1300-talet, och i slutet av 1400-talet vet man att en bofast befolkning etablerade sig här. På Wiggan låg byarna Söderboda och Norrboda.